# Англійська республіка
Англійська республіка (англ. Commonwealth of England, в буквальному перекладі Англійська співдружність, пізніше Співдружність Англії, Шотландії та Ірландії (англ. Commonwealth of England, Scotland and Ireland)) — історична форма правління в Англії з 1649 по 1660 рік,  введена після страти короля Карла I і скасування монархії. Цей період англійські історики називають також «Міжкоролів’я» (English Interregnum), оскільки в 1660 році у монархія в Англії була відновлена.

## Створення Англійської республіки (1649)
26 січня 1649 року Карл I, король Англії, Шотландії та Ірландії, був засуджений до смерті за «злочинні дії проти англійського парламенту і народу». Страта відбулася 4 дні потому. 17 березня парламент оголосив про скасування англійської монархії як «непотрібної, обтяжливою та небезпечної для блага народу». Була скасована також палата лордів. Слід зазначити, що попередньо (6 грудня 1648 року) з парламенту були вигнані і частково арештовані всі помірні депутати (150 із загального числа 250 членів палати громад) («Прайдова чистка»).
19 травня 1649 року парламент урочисто прийняв «Акт про оголошення Англії республікою», де проголошувалося, що країна керується парламентом і призначеними ним посадовими особами. Фактична влада належала армійській верхівці на чолі з Олівером Кромвелем, які спиралися на індепендентів.

## Основні події в період республіки

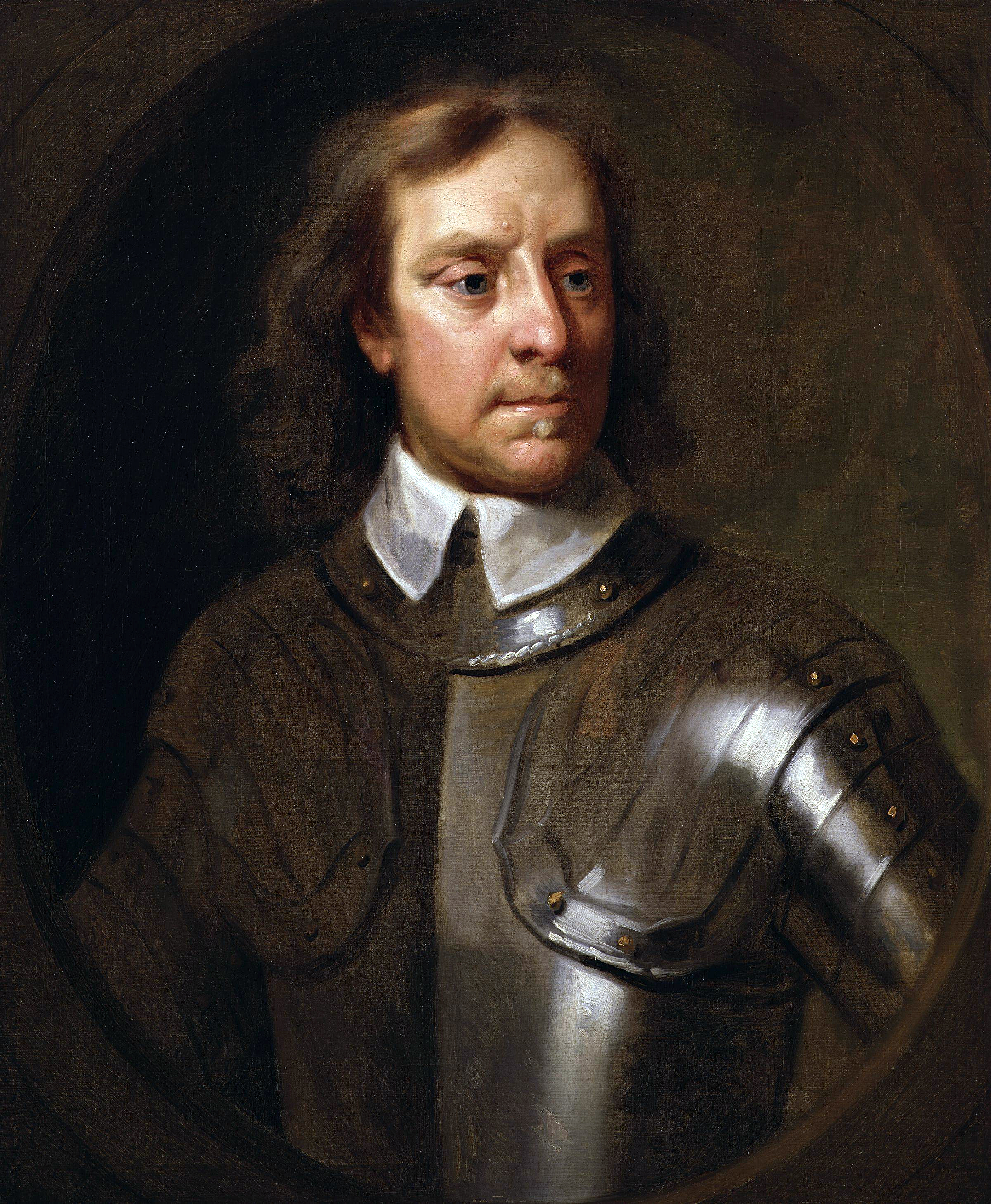
Олівер Кромвель

Страта короля викликала в європейських монархів обурення, політичні та торговельні зв'язки з новим режимом були згорнуті або скорочені до мінімуму. Французьке королівство, Іспанія і Габсбурзька монархія направили офіційний протест і намагалися організувати збройне втручання, проте не змогли між собою домовитися. Московське царство, де правив цар Олексій Михайлович, вигнало всіх англійських купців. 3 лютого 1649 року, відразу після страти Карла I, його син принц Карл, який втік у Голландію, за підтримки інших монархій оголосив себе законним королем Англії.
В Англії почалися хвилювання бідноти, жорстоко придушене Кромвелем. Одночасно піднявся заколот в Ірландії і Шотландії. До кінця 1649 року Кромвель проводив упокорення Ірландії, а потім прибув до Шотландії, де принц Карл зібрав своїх прихильників. Війна в Шотландії зайняла  тривала з 1650 по 1651 рік і закінчилася перемогою Кромвеля.

Після краху надій на військову перемогу над республікою спочатку Іспанія, а слідом за нею і більшість інших країн Європи визнали новий режим в Англії. 

## Протекторат Кромвеля (1653—1659)
В 1653 році Кромвель розігнав парламент, що не переобирався з 1640 року, і став правити країною одноосібно. Члени нової палати громад, утвореної в липні 1653 року, були фактично не обрані, а призначені Державною радою, тобто Кромвелем. Однак новий орган не виявив повної покори і через всього 5 місяців був розпущений.
16 грудня 1653 року правляча група оголосила Кромвеля довічним «Лордом-протектором» (буквально: Верховним захисником) країни, фактично з королівськими повноваженнями. Був обраний новий парламент (вересень 1654 року) з 400 депутатів, який проіснував трохи більше року і в січні 1655 був розпущений. Новий парламент (вересень 1657 року) запропонував Кромвелю титул короля. Кромвель відкинув цю пропозицію, але погодився зробити свою владу спадковою.
До того часу Англія була втягнута в тривалу і руйнівну війну з Іспанією. Економічний стан країни значно погіршився, число прихильників відновлення монархії швидко росло.

## Кінець Англійської республіки

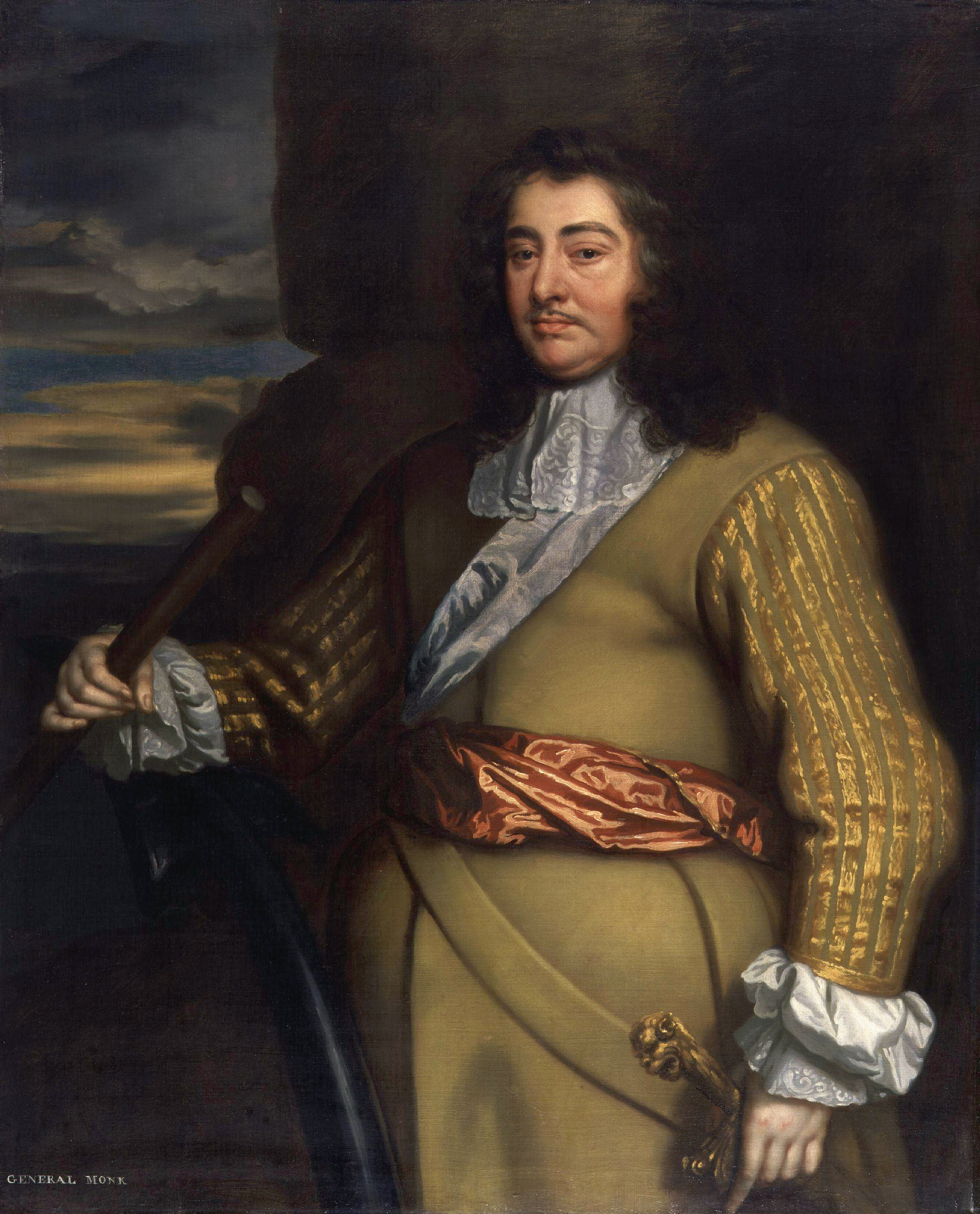
Генерал Джордж Монк

Після смерті Кромвеля (вересень 1658 року) влада перейшла спочатку до його сина Річарда, а через півроку — до групи генералів. Популярний в армії генерал Джордж Монк, який не потрапив до цієї групи, здійснив в кінці 1659 року переворот, після чого вступив у переговори з принцом Карлом про реставрацію монархії. Претендент дав письмові запевнення:
- Всім учасникам громадянської війни (окрім «царевбивць») буде оголошена амністія;
- Велика заборгованість офіцерам і солдатам буде негайно виплачена;
- Він не має наміру вимагати перерозподілу власності;
- Англіканська церква залишиться панівною в Англії.

25 квітня 1660 року новообраний парламент запросив Карла зайняти престол трьох королівств. Через місяць монархія була офіційно відновлена.